# Gen Paul
Gen Paul, pseudonimo di Eugène Paul (Parigi, 2 luglio 1895 – Parigi, 30 aprile 1975), è stato un pittore e incisore francese.

## Biografia
Le origini e la guerra

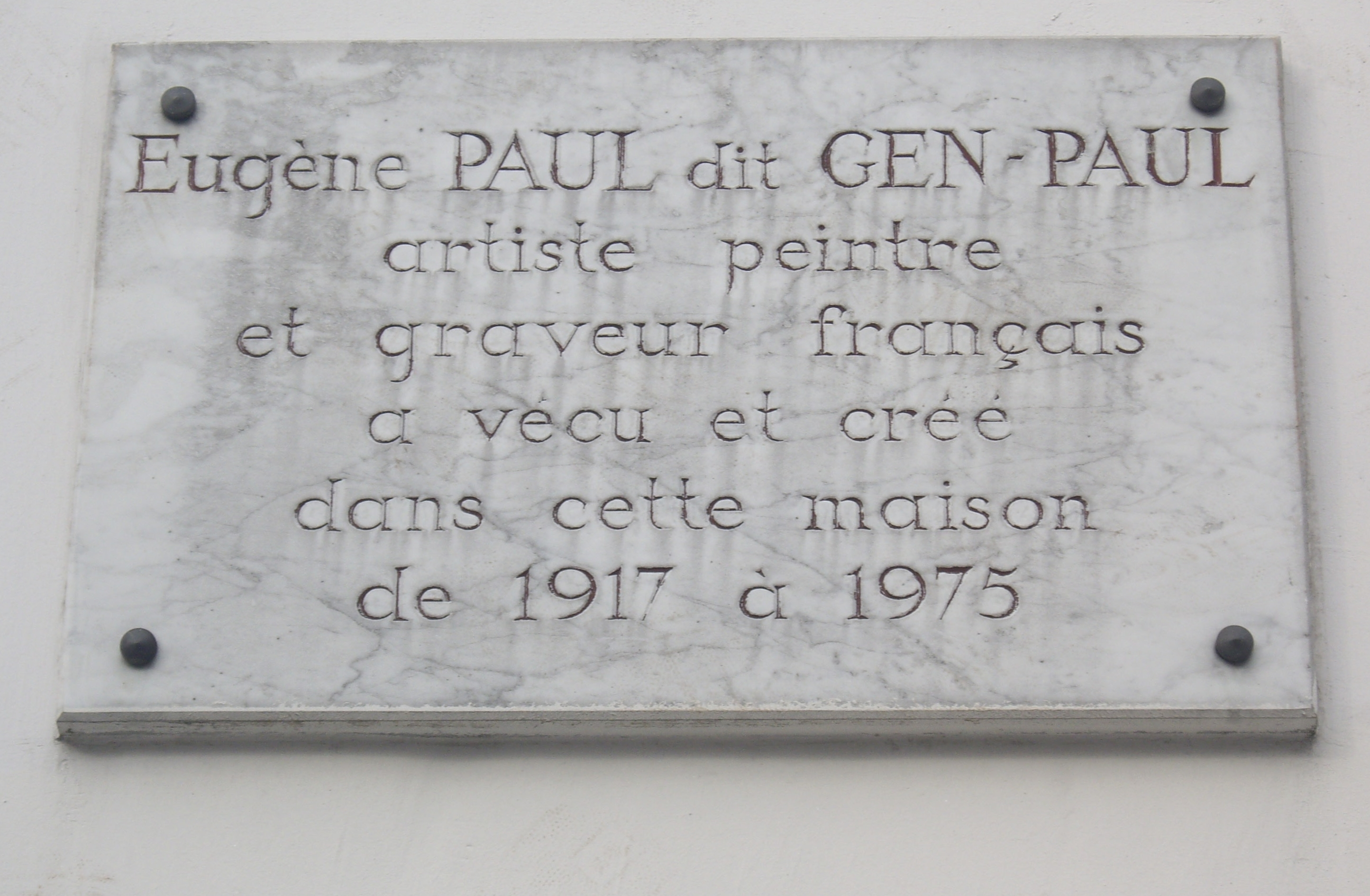
Una targa dedicata a Gen Paul posta all'esterno della sua casa a Parigi, nella quale visse dal 1917 fino alla morte.

Gen Paul nasce nella Parigi di fine Ottocento a Montmartre, un quartiere in grande fermento culturale che influenzerà tutta la sua produzione artistica. La gioventù dell'artista è segnata da un evento che ne sconvolgerà fisico e mente: la prima guerra mondiale. Nel 1915, in seguito a uno scontro al fronte, perde la gamba destra. Finito il periodo di convalescenza torna a Montmartre e sposa Fernande Pierquet, andando a vivere in Via Girardon n. 2, nell'appartamento in cui risiederà per tutto il resto della sua vita. Per sopravvivere comincia a dipingere scene floreali, ritratti e il “Moulin de la Galette”.
L'evoluzione artistica e le amicizie con i grandi intellettuali parigini
A partire dal 1920 inizia la sua evoluzione artistica: i paesaggi urbani sono meglio costruiti, realizza i suoi primi ritratti che hanno come soggetto i pagliacci e le prime vedute di Montfort-l'Amaury. L'anno successivo incontra alcuni musicisti, in particolare il violinista Noceti. Dal 1924 crea una forma personale di movimento espressionista che trova le sue radici nell'arte di El Greco, Velázquez e Goya e nella sua passione per la musica e per l'ippica. Fino al settembre 1930 viaggia e lavora senza sosta. La galleria Bing nel 1928 espone i suoi lavori insieme a quelli di Picasso, Rouault, Braque e Soutine. Tra il 1930 e il 1945, inizia una fase che alcuni hanno definito “celiniana” per la sua amicizia con Céline nel 1932. Nel suo studio viene a crearsi una sorta di salotto presieduto da Céline e Marcel Aymé, frequentato da attori, musicisti, medici e scrittori.
La fuga in Provenza e il ritorno a Parigi
La morte della moglie nel 1939 e la vicina guerra lo inducono a partire per la Costa Azzurra e in seguito per Marsiglia alla ricerca di nuovi stimoli artistici. Di ritorno a Parigi, frequenta il ristorante “Chez Pomme” e gli amici rimasti nella capitale.
A partire dal 1945 ricomincia a realizzare opere ispirate al mondo delle corse dei cavalli, utilizzando olio e guazzo. Con i suoi amici pittori crea nel 1946 un gruppo musicale per far parlare di loro, chiamato “Chignolle”, che comprende Agostini, Blanchard, Frank Will, Marcel Aymé.
L'emblema della Montmartre di metà Novecento
A metà Novecento Gen Paul conosce un intensissimo periodo di produzione e sull'onda del successo diventa l'emblema della vita artistica di Montmartre. Nel maggio 1948 sposa Gabrielle Abet, e divorzia nel 1951. Suo figlio nasce nel 1953 a Ginevra. Ricoverato nel 1975, il 30 aprile dello stesso anno muore di cancro in ospedale. Solo dopo la sua morte gli vengono dedicate alcune mostre: la più importante è nel 1995, per il centenario della nascita del pittore, al Couvent des Cordeliers. Innovazione, emozione, dinamismo, movimento racchiudono l'essenza dell'arte di Gen Paul, Maestro dell'Espressionismo francese, evidenziandolo come precursore dell'espressionismo astratto americano, noto anche come Action Painting.
Venne sepolto nel Cimitero di Saint-Vincent, a Parigi.

## Biografia approfondita
Gen nasce alle 6 del mattino del 2 luglio 1895. La madre Josephine Recource era ricamatrice, mentre del padre non si conosce il nome. Il 5 giugno 1897 la madre sposa Eugène Paul, idraulico e forse cabarettista, e il 19 dicembre 1902 insieme legittimano il loro figlio di sette anni. Nel 1908 Gen inizia a dipingere e disegnare (un autoritratto a matita). Il padre muore nel 1910 e Gen diventa un tappezziere apprendista. Sempre nello stesso periodo anticipa il servizio militare, entrando nel 111º reggimento; dopo un infortunio al piede nel 1914 riprende il servizio al fronte, venendo nuovamente ferito con amputazione della gamba destra nel 1915: un episodio che lo segna per tutta la vita e che definisce “il dono dei miei vent'anni”.
Di ritorno a Montmartre nel 1916, sposa in comune Fernande Pierquet, andando a vivere in rue Girardon n. 2, nell'appartamento in cui risiederà per tutto il resto della sua vita. Per sopravvivere fa diversi lavori saltuari e comincia a dipingere scene floreali, ritratti e il “Moulin de la Galette”, che si trova di fronte a casa sua. Nel 1917 vende i suoi lavori firmati Gen Paul da Raguenaud, un antiquario. Sempre nello stesso anno si unisce a Émile Boyer e Frank-Will, formando un gruppo e iniziando a guadagnare in maniera notevole. Juan Gris al Bateau-Lavoir gli offre i suoi vecchi pennelli e tubetti di colore. Mathot gli chiede opere stile Monticelli, Daumier, Lebourg. Eugène Delâtre lo avvia all'incisione, mentre vende agli antiquari squarci della “Butte”.
Dal 1920 Gen inizia un'evoluzione: i suoi paesaggi urbani sono meglio costruiti, espone al Salon d'Automne e inizia una lunga serie di viaggi in Francia; Marseille Leprin lo conduce nei vecchi quartieri e nei bordelli francesi. Nel 1921-1922, Gen Paul scopre i Paesi Baschi spagnoli e inizia l'interesse di Chalom per le sue
opere. Nel 1923 realizza i suoi primi ritratti, che hanno come soggetto i clown, e le prime vedute di Montfort-l'Amaury. L'anno successivo incontra alcuni musicisti, in particolare il violinista Noceti. Sempre in questo periodo viaggia molto, recandosi a Bilbao, Motrico, ed espone a Anversa e Londra. Dal 1924, Gen Paul inizia un'evoluzione in solitario, inizia ad allontanarsi dalla pittura e dagli amici Utrillo, Leprin, Genin, Quizet, Frank-Will, criticandone i soggetti e creando una forma personale di movimento espressionista, che trova le sue radici nel Museo del Prado, negli artisti El Greco, Velázquez e Goya in particolare. I volti e i personaggi diventano sempre più importanti. Durante questi cinque anni, fino al settembre 1930, viaggia, lavorando senza sosta, in una sorta di frenesia creativa che secondo Maurice Rheims “gli ha fatto dipingere alcune delle migliori opere del secolo”. La galleria Bing nel 1928 espone i suoi lavori insieme a quelli di Picasso, Rouault, Braque e Soutine che non conosceva ancora. Bing in un lungo testo su Gen Paul lo considera persino al loro stesso livello. Dipinge i musicisti che sente suonare, i paesaggi Baschi, le vedute di Montmartre e alcune città alla periferia di Parigi. Nel medesimo periodo firma un contratto con Bernheim, interrotto dopo il crollo del 1929.
Esausto da una vita troppo intensa, tormentato dall'alcool e da una malattia contratta ad Algeri, Gen collassa in un viaggio verso Madrid, nel terzo trimestre 1930, rischiando quasi di morire.
Dopo le cure torna a Parigi e si riprende lentamente. Inizia così il terzo periodo della sua carriera pittorica tra il 1930 e il 1945, che alcuni hanno definito “celiniano” per la sua amicizia con Céline nel 1932, e non a causa di influenze dello scrittore sulle sue opere. Dipinge poco ad olio, i colori diventano più chiari e i tratti dei disegni più incisivi. In questo periodo i suoi disegni e le gouache sono di alta qualità pittorica, ampliandone la scelta dei soggetti. Nel suo studio viene a crearsi una sorta di salotto presieduto da Céline e Marcel Aymé, frequentato da attori, musicisti, medici, scrittori e personaggi pittoreschi. Tra i clienti abituali Carco, Jouhandeau, Fernand Ledoux, Berthe Bovy e René Fauchois. Nel 1934, viene nominato, con decreto, Cavaliere della Legione d'onore. Oltre ai suoi lavori su tela o carta, Gen Paul realizza un affresco di cento personaggi per il Palais du Vin al Salone Internazionale del 1937. Sempre nello stesso anno realizza molte litografie, litiga con Céline nel 1937, per poi riconciliarsi con lui. La morte della moglie nel 1939 dopo 23 anni insieme, la vicina guerra e la mancanza di ammiratori lo demoralizzano, così da indurlo a partire per la Costa Azzurra e poi per Marsiglia. Di ritorno a Parigi, frequenta il ristorante “chez Pomme” e gli amici rimasti nella capitale. Denoël gli affida nel 1942 “Voyage au bout de la nuit” e “Mort à crédit”.
Il quarto periodo, definito “il calligrafico”, inizia nel 1945. Gen ritorna al mondo delle corse dei cavalli, utilizzando olio e gouache. Con i suoi amici pittori crea nel 1946 un gruppo per far parlare di loro, chiamato “il Chignolle” che comprende Agostini, Blanchard, Frank Will, Marcel Aymé, tra gli altri. Riprende i soggetti trattati in precedenza e gli squarci della Butte e Parigi e i musicisti ritratti tra il 1948 e il 1958 sono di qualità sempre migliore. Produce molto, e sull'onda del successo Paul diventa l'emblema della vita artistica di Montmartre. Nel maggio 1948 sposa Gabrielle Abet, e divorzia nel 1951. Suo figlio nasce nel 1953 a Ginevra. Espone a Parigi (Drouant-David, 1952, prefazione catalogo di Francis Carco), New York, Ginevra (Galleria Ferrero), viaggia sempre, meno dal 1966. Nel 1964, smette con la pittura a olio e si rifugia nel suo appartamento, dove inizia il periodo dei ritratti denominati “da televisione”, continuando a disegnare e creare litografie. André Pacitti nel 1972 ne realizza una retrospettiva. Il 25 dicembre 1974 il Dr. Miller pubblica un libro in tributo al pittore. Ricoverato nel 1975, il 30 aprile dello stesso anno muore di cancro in ospedale. Solo dopo la sua morte gli vengono dedicate alcune mostre. La più importante è nel 1995, per il centenario della nascita del pittore, al Couvent des Cordeliers. André Roussard e Carlo a Marca riuniscono un centinaio di opere espressioniste del secondo periodo (1924-1930). La Gazette dell'Hotel Drouot definisce Gen Paul “probabilmente il più grande esponente, e forse l'unico dell'espressionismo di tradizione francese”. Il catalogo comprende una prefazione di André Roussard, un testo del Dr. Miller, una biografia e un'analisi di a Marca, responsabile dell'edizione del catalogo. I musei di Berna e di Granville espongono alcune delle sue opere, e il Museo d'Arte Moderna della Città di Parigi conserva due grandi dipinti della fine degli anni ‘30.

## Opere grafiche
Negli anni 1918 -1920, Gen Paul impara la tecnica di incisione con Eugène Delatre, che stampa acqueforti nel suo studio di rue Lepic. Il pittore realizza piccoli quadri, squarci della Butte, modelli per acquetinte la cui tiratura dipende dal successo di ogni soggetto. La maggior parte non è numerata e solo a volte le opere sono firmate Paul Trelade o Eugène Lautral. Verso la fine degli anni ‘20 realizza con il suo scalpello i suoi soggetti preferiti: musicisti, madri, ritratti d'epoca in stile espressionista. Non sempre, come detto prima, queste bellissime stampe sono numerate o firmate. Verso la fine degli anni ‘30 realizza ritratti di Céline, uno di essi è riprodotto in “Le Figaro” del 4 dicembre 1998 in occasione della vendita a Drouot del manoscritto “Normance “, il secondo volume di tutta la “Favola per un'altra volta”, e di “Conversazioni con il professor Y”, scritto in un edificio in Via Girardon. Dopo la seconda guerra mondiale, Gen realizza un certo numero di litografie usando il colore nero e il color seppia, firmate e numerate in piccolo.
André e Julien Roussard per circa quarant' anni hanno raccolto e archiviato documentazioni sulla vita e l'opera del pittore.

## Mostre post-mortem (selezione)
- 1975. Personale alla Galerie des Chaudronniers.
- 1978. Personale alla Galerie Pittiglio.
- 1979. Personale alla Galerie Paul Lebar.
- 1986. Personale al Musée de Montmartre. Curatore André Roussard.
- 1986. Personale alla Galerie Roussard.
- 1987. Personale alla Galerie Apesteguy.
- 1990. Personale alla Galerie Roussard.
- 1992. Personale alla Galerie du Collège Royal, Beaumont.
- 1993. Personale alla Galerie Roussard.
- 1993. Personale alla Musée des Beaux-Arts, Menton.
- 1995. Personale alla Galerie Roussard.
- 1995. Personale al Musée du Petit Palais, Ginevra.
- 1995. Personale al Couvent des Cordeliers, Parigi. Celebrazioni del centenario di Gen Paul
- 1995. Personale al Musée de Montmartre.
- 1996. Personale alla Galerie Roussard.
- 1997. Personale alla Galerie Roussard.
- 1998. Personale alla Galerie Roussard.
- 1999. Personale alla Galerie Roussard.
- 2000. Personale alla Wally Findlay Galerie New-York. In collaborazione con la Galerie Roussard.
- 2000. Personale alla Galerie Sourillan.
- 2000. Personale alla Galerie Roussard.
- 2002. Personale alla Galerie Roussard.
- 2002. Collettiva "Modigliani et l'école de Paris". Curatore Christian Parisot, presso la Fundacio Caixa di Girona poi a Bari e infine presso la Fundacio Vila Casas di Barcellona.
- 2004. Personale a Mainau.
- 2004. Personale a Mesocco.
- 2006. Personale alla Galerie Roussard.
- 2008. Personale alla Galerie Roussard.
- 2010. Personale alla Galerie Roussard.
- 2011. Collettiva all'Espace Art et Liberté, Charenton.
- 2011. Collettiva "Modigliani et les artistes de Montmartre et de Montparnasse", Taiwan.
- 2012. Personale "Gen Paul: pre-war/post-war" alla Galerie Roussard.
- 2013 Personale "Gen Paul, retrospettiva di un espressionista di Montmartre", Società d'arte Artrust, Melano (Ticino, Svizzera).
- 2014. Personale "Gen Paul Intime" alla Galerie Roussard.